# Зелене коло
Зеле́не ко́ло — лісовий заказник місцевого значення, розташований біля смт Леніне Ленінського району, АР Крим. Створений відповідно до Постанови ВР АРК № 353 від 20 травня 1980 року.

## Загальні відомості
Землекористувачем є ДП «Ленінське лісогосподарство», квартали 2-4, площа 172 гектара. Розташований на Керченському півострові, у південній частині смт Леніне Ленінського району. Територія заказника представлена шістьма окремими, окремо розташованими і віддаленими одна від одної ділянками.
Заказник створений із метою збереження унікальних для Керченського півострова деревних насаджень, організації постійного догляду за цінними насадженнями, а також оптимізації санітарно-гігієнічних умов природного середовища та запобігання небажаних стихійних процесів як природного, так і техногенного походження.